# Steinberg (Goslar)
 (mars 2021).
Pour les articles homonymes, voir Steinberg.
Steinberg est un quartier de la commune allemande de Goslar, dans l'arrondissement de Goslar, Land de Basse-Saxe.

## Géographie
Steinberg se trouve à l'ouest de la vieille ville et de la Bundesstraße 82.

## Toponymie
Le quartier tient son nom de la colline du même nom, qui culmine à 472 m d'altitude ; à son sommet se dresse une tour d'observation en brique ronde construite en 1888 sous le nom de Kaiserturm (tour impériale) et rebaptisée plus tard Steinbergturm (tour de Steinberg) ; elle est protégée comme monument historique.